# Гонсалес, Аурелио
Ауре́лио Гонса́лес (исп. Aurelio González, 25 сентября 1905 — 9 июля 1997) — парагвайский футболист и тренер.

## Биография
Аурелио Гонсалес — один из лучших футболистов в истории Парагвая, многие его оценивают вторым, вслед за незабвенным Арсенио Эрико. Гонсалес начал играть за «Спортиво Лукеньо» в 1920-м году, а в 1927 перешёл в «Олимпию» из Асунсьона, где он играл до конца своей карьеры, выиграв несколько чемпионатов и три первенства подряд с 1927 по 1929 (всего 7 чемпионских титулов — 1927, 1928, 1929, 1931, 1936, 1937, 1938).
После чемпионата мира 1930 года, аргентинский клуб «Сан-Лоренсо де Альмагро» предложил Гонсалесу баснословный контракт, но тот отказался, потому что хотел защищать свою страну в Чакской войне.
После окончания карьеры футболиста Гонсалес тренировал ставший ему родным клуб, «Олимпию», которую привёл к многочисленным чемпионствам и к финалу Кубка Либертадорес в 1960 году, а также сборную страны на чемпионате мира 1958.
Умер Гонсалес 9 июля 1997 года.